# Blue Encount
I Blue Encount (ブルー・エンカウント?, Burū Enkaunto) sono un gruppo musicale J-Rock giapponese.

## Formazione
Il gruppo è formato da quanto componenti, tutti di sesso maschile:
- Shunichi Tanabe (田邊 駿一?, Tanabe Shunichi) (Kumamoto, 25 giugno 1987[1]), voce e chitarra (2004-)
- Yūya Eguchi (江口 雄也?, Eguchi Yūya), (Kagoshima, 7 novembre 1987[1]), chitarra (2004-)
- Yūta Tsujimura (辻村 勇太?, Tsujimura Yūya), (Kanagawa, 20 giugno 1988[1]), basso (2004-)
- Yoshihide Takamura (高村 佳秀?, Takamura Yoshihide), (Kumamoto, 27 giugno 1987[1]), batteria (2004-)

## Carriera
Il gruppo si è formato nel 2004 a Kumamoto, durante il primo anno di scuola superiore di tutti i componenti, al club di musica. Della stessa prefettura sono originari Shunichi Tanabe e Yoshihide Takamura, rispettivamente frontman e batterista del gruppo; Yūya Eguchi e Yūta Tsujimura, in ordine chitarrista e bassista, provengono invece dalla prefettura di Kagoshima. Durante le superiori, tutta la formazione era solita suonare insieme e incidere nuovi brani. All'epoca, nonostante la scarsa abilità nel suonare, i componenti nutrivano una grande passione per la scrittura di brani musicali. Secondo un'intervista rilasciata da NHK, nel corso della loro carriera hanno cercato di mantenere il più possibile il loro stile musicale.
Il loro debutto ufficiale è nel 2010, come artisti di musica indie: tre anni dopo, firmano un contratto con la casa discografica Mio. Sotto tale casa discografica, pubblicano diversi brani ed EP che non ottengono il successo sperato.
Nel 2014, però, dopo aver lasciato la Mio a favore della Ki/oon Music, pubblicano con tale etichetta il loro primo EP TIMELESS ROOKIE. Tale EP ottiene un discreto successo nel mercato giapponese, raggiungendo la ventiduesima posizione della classifica Oricon.
Il successo dei Blue Encount, tuttavia, è legato soprattutto nella composizione di sigle di anime giapponesi. Salgono alla ribalta nel 2015, anno della pubblicazione del brano DAYxDAY, utilizzato come sigla d'apertura del popolare anime Gintama; sempre per Gintama pubblicheranno anche VS, rilasciata il 29 novembre 2017.
Nel novembre 2019 vengono riconosciuti a livello internazionale: rilasciano il brano Polaris, prima sigla d'apertura della quarta stagione della popolare serie My Hero Academia. Il brano ottiene un buon riscontro a livello commerciale, entrando anche nella Billboard Japan Hot 100 di Billboard. Commentando il brano, Tanabe ha affermato che "si tratta di un brano che desta molta attenzione, adatto come l'inizio di un nuovo capitolo dei Blue Encount".
Nel febbraio 2020 annunciano l'uscita del nuovo brano Humming Bird, uscito come singolo l'8 aprile, utilizzato come terza sigla d'apertura della serie animata Ahiru no sora. Al riguardo, Takamura sostiene che "il brano si avvicina al loro stile musicale del momento".

## Discografia

### Album
| Anno | Album               | Classifiche JPN |
| Anno | Album               | Oricon          |
| ---- | ------------------- | --------------- |
| 2014 | Band of Destination | 25              |
| 2015 | ≒                   | 10              |
| 2017 | THE END             | 7               |
| 2018 | VECTOR              | 6               |

### Mini album ed EP
| Anno | Album                          | Classifiche JPN |
| Anno | Album                          | Oricon          |
| ---- | ------------------------------ | --------------- |
| 2010 | The Beginning of the Beginning | —               |
| 2012 | Halo Effect                    | —               |
| 2013 | Signals                        | —               |
| 2013 | Noisy Slugger                  | 110             |
| 2019 | SICK(S)                        | 13              |

### Singoli
| Anno | Album   | Singolo                           | Classifiche JPN | Classifiche JPN         |
| Anno | Album   | Singolo                           | Oricon          | Billboard Japan Hot 100 |
| ---- | ------- | --------------------------------- | --------------- | ----------------------- |
| 2014 | —       | TIMELESS ROOKIE                   | 22              | —                       |
| 2015 | ≒       | Motto Hikari wo (もっと光を?)     | 23              | —                       |
| 2015 | ≒       | DAYxDAY                           | 14              | 25                      |
| 2015 | —       | Hajimari (はじまり?)              | 5               | —                       |
| 2016 | THE END | Survivor                          | 10              | —                       |
| 2016 | THE END | Daijōbu (だいじょうぶ?)           | 13              | —                       |
| 2016 | THE END | LAST HERO                         | 20              | 30                      |
| 2017 | VECTOR  | Sayōnara (さよなら?)              | 25              | —                       |
| 2017 | VECTOR  | VS                                | 15              | —                       |
| 2018 | —       | FREEDOM                           | 22              | —                       |
| 2019 | —       | Bad Paradox (バッドパラドックス?) | 16              | —                       |
| 2019 | —       | Polaris                           | 26              | 24                      |
| 2020 | —       | Humming Bird                      | —               | —                       |
| 2020 | —       | Anata e (あなたへ?)               | —               | —                       |

### DVD
- 2014 - BONEDS TOUR MOVIE
- 2016 - Eizō de manabu! Hajimete no BLUE ENCOUNT
- 2017 - LIVER'S Budokan
- 2017 - TOUR2017 break “THE END” Makuhari Messe 20170320